# Ciclisme als Jocs Olímpics d'estiu de 2016 - Velocitat individual masculina
La prova de velocitat individual masculina dels Jocs Olímpics de Rio de Janeiro 2016 es disputà el 13 i 14 d'agost al Velòdrom Olímpic de Rio.
La prova va ser guanyada pel britànic Jason Kenny, repetint el triomf dels dos últims Jocs. La plata se l'emportà el seu compatriota Callum Skinner i el rus Denís Dmítriev aconseguí el bronze.

## Medallistes
| Or                | Plata                | Bronze               |
| Jason Kenny (GBR) | Callum Skinner (GBR) | Denís Dmítriev (RUS) |

## Qualificació
Els divuit millors temps es qualifiquen per a la següent ronda.
| Posició | Ciclistes                | Temps        | Velocitat mitjana(km/h) |
| ------- | ------------------------ | ------------ | ----------------------- |
| 1       | Jason Kenny (GBR)        | 9.551 (R.O.) | 75.384                  |
| 2       | Callum Skinner (GBR)     | 9.703        | 74.203                  |
| 3       | Matthew Glaetzer (AUS)   | 9.704        | 74.196                  |
| 4       | Denis Dmitriev (RUS)     | 9.774        | 73.664                  |
| 5       | Gregory Baugé (FRA)      | 9.807        | 73.416                  |
| 6       | Njisane Phillip (TTO)    | 9.813        | 73.372                  |
| 7       | Damian Zielinski (POL)   | 9.823        | 73.297                  |
| 8       | Jeffrey Hoogland (NED)   | 9.837        | 73.193                  |
| 9       | Sam Webster (NZL)        | 9.880        | 72.874                  |
| 10      | Edward Dawkins (NZL)     | 9.895        | 72.764                  |
| 11      | François Pervis (FRA)    | 9.898        | 72.741                  |
| 12      | Joachim Eilers (GER)     | 9.908        | 72.668                  |
| 13      | Xu Chao (CHN)            | 9.939        | 72.441                  |
| 14      | Pavel Kelemen (CZE)      | 9.969        | 72.223                  |
| 15      | Rafal Sarnecki (POL)     | 9.980        | 72.144                  |
| 16      | Fabián Puerta (COL)      | 9.981        | 72.137                  |
| 17      | Patrick Constable (AUS)  | 10.010       | 71.928                  |
| 18      | Maximilian Levy (GER)    | 10.035       | 71.748                  |
| 19      | Juan Peralta (ESP)       | 10.055       | 71.606                  |
| 20      | Kang Dong-jin (KOR)      | 10.092       | 71.343                  |
| 21      | Theo Bos (NED)           | 10.140       | 71.005                  |
| 22      | Im Chae-bin (KOR)        | 10.147       | 70.956                  |
| 23      | Santiago Ramírez (COL)   | 10.199       | 70.595                  |
| 24      | Hersony Canelón (VEN)    | 10.239       | 70.319                  |
| 25      | Seiichiro Nakagawa (JPN) | 10.241       | 70.305                  |
| 26      | Nikita Shurshin (RUS)    | 10.418       | 69.111                  |
| 27      | César Marcano (VEN)      | 10.649       | 67.611                  |

## Setzens de final
El millor de cada sèrie passa a la següent ronda.
| Nom                   | Temps  | Velocitat mitjana(km/h) |
| --------------------- | ------ | ----------------------- |
| Jason Kenny (GBR)     | 10.245 | 70.278                  |
| Maximilian Levy (GER) | +0.066 | +0.066                  |

| Nom                     | Temps  | Velocitat mitjana(km/h) |
| ----------------------- | ------ | ----------------------- |
| Callum Skinner (GBR)    | 10.254 | 70.216                  |
| Patrick Constable (AUS) | +0.071 | +0.071                  |

| Nom                    | Temps  | Velocitat mitjana(km/h) |
| ---------------------- | ------ | ----------------------- |
| Matthew Glaetzer (AUS) | 10.299 | 69.909                  |
| Fabián Puerta (COL)    | +0.058 | +0.058                  |

| Nom                  | Temps  | Velocitat mitjana(km/h) |
| -------------------- | ------ | ----------------------- |
| Denis Dmitriev (RUS) | 10.141 | 70.998                  |
| Rafal Sarnecki (POL) | +0.036 | +0.036                  |

| Nom                 | Temps  | Velocitat mitjana(km/h) |
| ------------------- | ------ | ----------------------- |
| Gregory Baugé (FRA) | 10.214 | 70.491                  |
| Pavel Kelemen (CZE) | +0.050 | +0.050                  |

| Nom                   | Temps  | Velocitat mitjana(km/h) |
| --------------------- | ------ | ----------------------- |
| Xu Chao (CHN)         | 10.373 | 69.410                  |
| Njisane Phillip (TTO) | +0.145 | +0.145                  |

| Nom                    | Temps  | Velocitat mitjana(km/h) |
| ---------------------- | ------ | ----------------------- |
| Joachim Eilers (GER)   | 10.428 | 69.044                  |
| Damian Zielinski (POL) | +0.041 | +0.041                  |

| Nom                    | Temps  | Velocitat mitjana(km/h) |
| ---------------------- | ------ | ----------------------- |
| Jeffrey Hoogland (NED) | 10.181 | 70.719                  |
| François Pervis (FRA)  | +0.052 | +0.052                  |

| Cursa 9 \| Nom \| Temps \| Velocitat mitjana(km/h) \| \| -------------------- \| ------ \| ----------------------- \| \| Sam Webster (NZL) \| 10.159 \| 70.873 \| \| Edward Dawkins (NZL) \| +0.150 \| +0.150 \| |        |                         |
| Nom | Temps  | Velocitat mitjana(km/h) |
| Sam Webster (NZL) | 10.159 | 70.873                  |
| Edward Dawkins (NZL) | +0.150 | +0.150                  |

## Primera repesca
Els ciclistes no classificats tornen a competir. El millor de cada cursa passa a la següent ronda.
| Nom                   | Temps  | Velocitat mitjana(km/h) |
| --------------------- | ------ | ----------------------- |
| Maximilian Levy (GER) | 10.356 | 69.524                  |
| Edward Dawkins (NZL)  | +0.024 | +0.024                  |
| Njisane Phillip (TTO) | +1.429 | +1.429                  |

| Nom                     | Temps  | Velocitat mitjana(km/h) |
| ----------------------- | ------ | ----------------------- |
| Patrick Constable (AUS) | 10.363 | 69.477                  |
| Damian Zielinski (POL)  | +0.028 | +0.028                  |
| Pavel Kelemen (CZE)     | +0.378 | +0.378                  |

| Cursa 3 \| Nom \| Temps \| Velocitat mitjana(km/h) \| \| --------------------- \| ------ \| ----------------------- \| \| Fabián Puerta (COL) \| 10.272 \| 70.093 \| \| Rafal Sarnecki (POL) \| +0.086 \| +0.086 \| \| François Pervis (FRA) \| +0.607 \| +0.607 \| |        |                         |
| Nom | Temps  | Velocitat mitjana(km/h) |
| Fabián Puerta (COL) | 10.272 | 70.093                  |
| Rafal Sarnecki (POL) | +0.086 | +0.086                  |
| François Pervis (FRA) | +0.607 | +0.607                  |

## Vuitens de final
El millor de cada sèrie passa a la següent ronda.
| Nom                 | Temps  | Velocitat mitjana(km/h) |
| ------------------- | ------ | ----------------------- |
| Jason Kenny (GBR)   | 10.369 | 69.437                  |
| Fabián Puerta (COL) | +0.109 | +0.109                  |

| Nom                     | Temps  | Velocitat mitjana(km/h) |
| ----------------------- | ------ | ----------------------- |
| Callum Skinner (GBR)    | 10.359 | 69.504                  |
| Patrick Constable (AUS) | +0.021 | +0.021                  |

| Nom                    | Temps  | Velocitat mitjana(km/h) |
| ---------------------- | ------ | ----------------------- |
| Matthew Glaetzer (AUS) | 10.166 | 70.824                  |
| Maximilian Levy (GER)  | +0.059 | +0.059                  |

| Nom                  | Temps  | Velocitat mitjana(km/h) |
| -------------------- | ------ | ----------------------- |
| Denis Dmitriev (RUS) | 10.102 | 71.273                  |
| Sam Webster (NZL)    | +0.142 | +0.142                  |

| Nom                    | Temps  | Velocitat mitjana(km/h) |
| ---------------------- | ------ | ----------------------- |
| Gregory Baugé (FRA)    | 10.103 | 71.265                  |
| Jeffrey Hoogland (NED) | +0.121 | +0.121                  |

| Nom                  | Temps  | Velocitat mitjana(km/h) |
| -------------------- | ------ | ----------------------- |
| Joachim Eilers (GER) | 10.449 | 68.906                  |
| Xu Chao (CHN)        | +0.058 | +0.058                  |

## Segona repesca
Els ciclistes no classificats tornen a competir. El millor de cada cursa passa a la següent ronda.
| Nom                 | Temps  | Velocitat mitjana(km/h) |
| ------------------- | ------ | ----------------------- |
| Xu Chao (CHN)       | 10.753 | 66.958                  |
| Sam Webster (NZL)   | +0.048 | +0.048                  |
| Fabián Puerta (COL) | +0.181 | +0.181                  |

| Nom                     | Temps  | Velocitat mitjana(km/h) |
| ----------------------- | ------ | ----------------------- |
| Patrick Constable (AUS) | 10.456 | 68.859                  |
| Maximilian Levy (GER)   | +0.100 | +0.100                  |
| Jeffrey Hoogland (NED)  | +0.118 | +0.118                  |

## Quarts de final
Cada enfrontament és al millor de tres curses. El millor de cada sèrie passa a la següent ronda.
| Nom                     | Temps (Cursa 1) | Temps (Cursa 2) |
| ----------------------- | --------------- | --------------- |
| Jason Kenny (GBR)       | 10.341          | 10.219          |
| Patrick Constable (AUS) | +0.194          | +0.258          |

| Nom                  | Temps (Cursa 1) | Temps (Cursa 2) |
| -------------------- | --------------- | --------------- |
| Callum Skinner (GBR) | 10.299          | 10.212          |
| Xu Chao (CHN)        | +0.122          | +0.200          |

| Nom                    | Temps (Cursa 1) | Temps (Cursa 2) |
| ---------------------- | --------------- | --------------- |
| Matthew Glaetzer (AUS) | 10.456          | 10.401          |
| Joachim Eilers (GER)   | +0.084          | +0.049          |

| Nom                  | Temps (Cursa 1) | Temps (Cursa 2) |
| -------------------- | --------------- | --------------- |
| Denis Dmitriev (RUS) | 10.202          | 10.166          |
| Gregory Baugé (FRA)  | +0.063          | +0.213          |

## Semifinals
Cada enfrontament és al millor de tres curses. El millor de cada sèrie passa a la final.
| Nom                  | Temps (1) | Temps (2) | Temps (3) |
| -------------------- | --------- | --------- | --------- |
| Jason Kenny (GBR)    | +0.043    | 10.048    | 10.071    |
| Denis Dmitriev (RUS) | 10.139    | +0.032    | +0.302    |

| Nom                    | Temps (Cursa 1) | Temps (Cursa 2) |
| ---------------------- | --------------- | --------------- |
| Callum Skinner (GBR)   | 10.119          | 10.244          |
| Matthew Glaetzer (RUS) | +0.046          | +0.057          |

## Finals
Els enfrontaments per les medalles és al millor de tres curses.
| Nom                  | Temps (Cursa 1) | Temps (Cursa 2) | Posició |
| -------------------- | --------------- | --------------- | ------- |
| Jason Kenny (GBR)    | 10.164          | 9.916           | 1       |
| Callum Skinner (GBR) | +0.113          | +0.086          | 2       |

| Nom                    | Temps (Cursa 1) | Temps (Cursa 2) | Posició |
| ---------------------- | --------------- | --------------- | ------- |
| Denis Dmitriev (RUS)   | 10.105          | 10.190          | 3       |
| Matthew Glaetzer (AUS) | +0.072\|        | +0.044          | 4       |

| Nom                     | Temps  | Velocitat mitjana(km/h) | Posició |
| ----------------------- | ------ | ----------------------- | ------- |
| Joachim Eilers (GER)    | 10.525 | 68.408                  | 5       |
| Xu Chao (CHN)           | +0.036 | +0.036                  | 6       |
| Grégory Baugé (FRA)     | +0.153 | +0.153                  | 7       |
| Patrick Constable (AUS) | +0.215 | +0.215                  | 8       |

| Nom                    | Temps  | Velocitat mitjana(km/h) | Posició |
| ---------------------- | ------ | ----------------------- | ------- |
| Maximilian Levy (GER)  | 10.275 | 70.072                  | 9       |
| Fabián Puerta (COL)    | +0.067 | +0.067                  | 10      |
| Jeffrey Hoogland (NED) | +0.126 | +0.126                  | 11      |
| Sam Webster (NZL)      | +0.329 | +0.329                  | 12      |